# 發現號太空梭

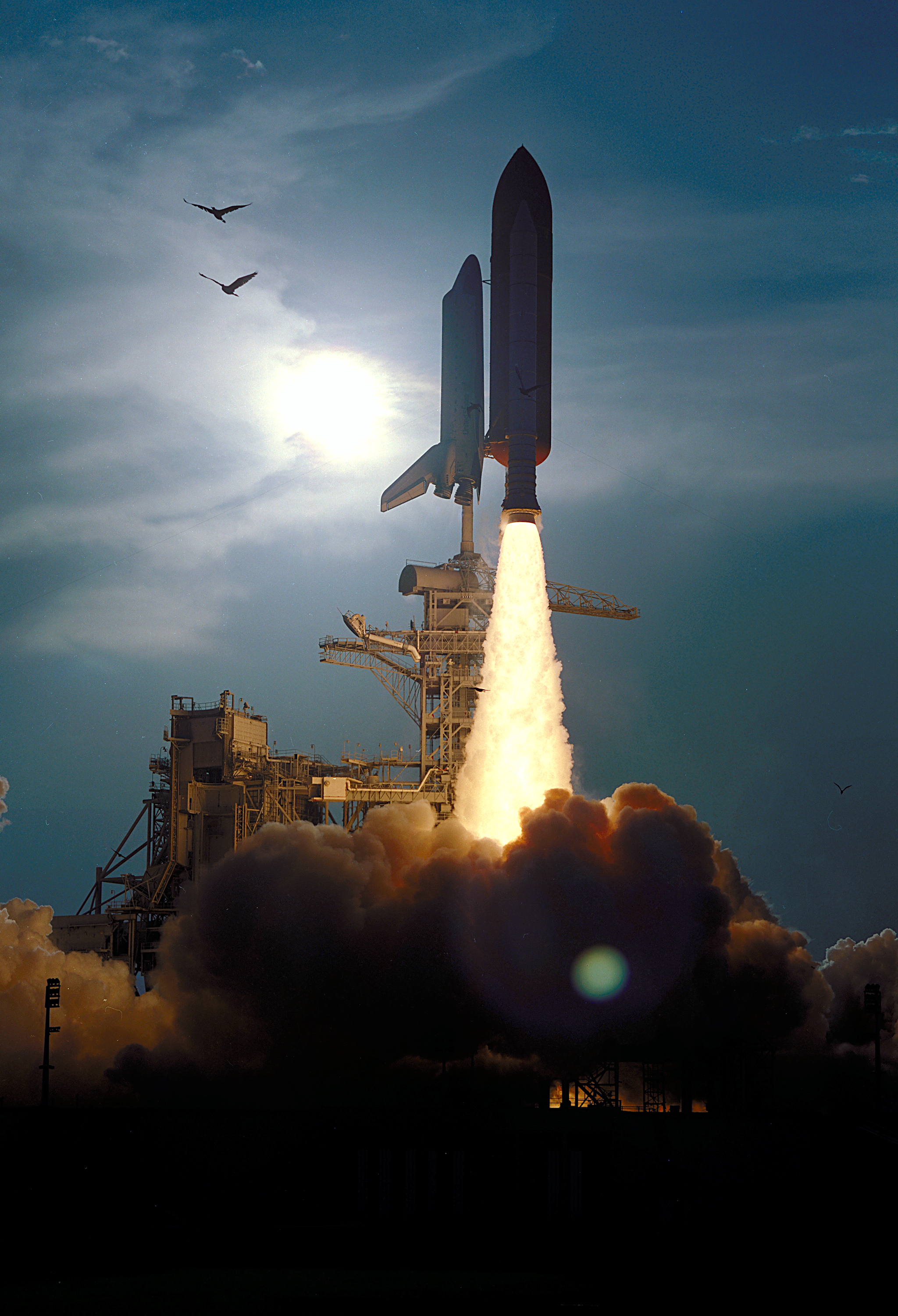
發現號在1994年9月9日執行STS-64任務時的升空畫面

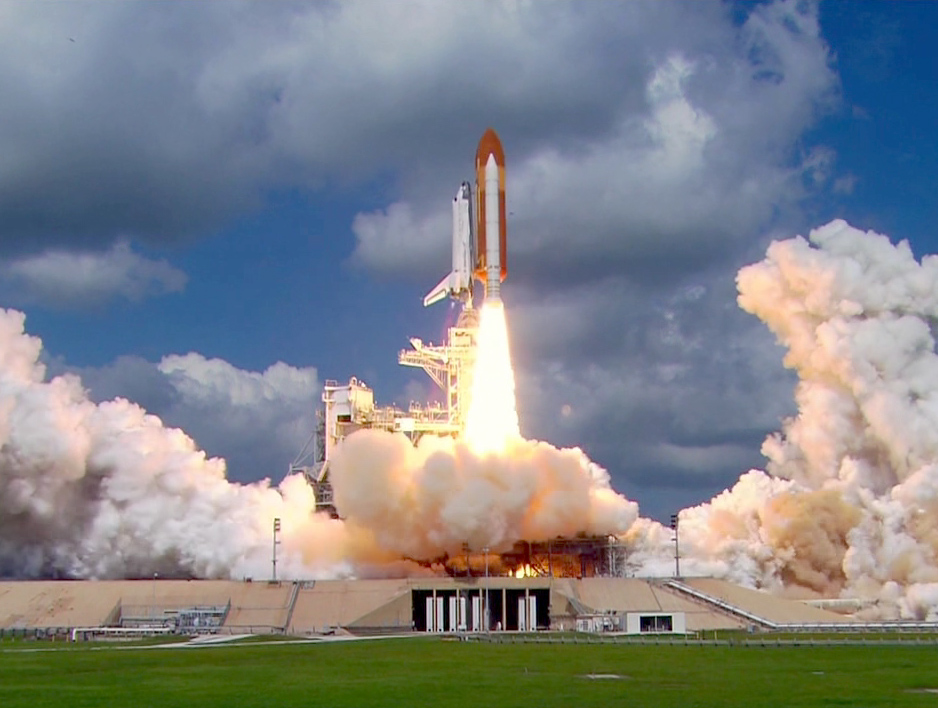
發現號在2005年7月26日執行STS-114任務時的升空畫面

發現號太空梭（STS Discovery OV-103）是美國國家航空暨太空總署（NASA）甘迺迪太空中心（KSC）旗下，第三架實際執行太空飛行任務的太空梭。它與亞特蘭蒂斯號是姊妹機，屬於NASA第二批製造的太空梭。由於發現號與亞特蘭蒂斯號製造的過程中也同時生產了一批備用零件，稍後NASA決定利用這些多餘的零件，進而組裝成美國太空梭計劃中最後一架太空梭——奮進號。 首次飛行是在1984年8月30日，負責進行各種科學研究與作為國際太空站计划的支援。於2011年3月9日执行完STS-133任务后退役。
發現號是太空梭計畫中現存的四架太空梭之一，於史蒂芬·F·烏德瓦-海茲中心（Steven F. Udvar-Házy Center，國家航空與太空博物館位於杜勒斯機場的分館）代替遷至無畏號海、空暨太空博物館的企業號展出。

## 命名
發現號的命名，源自於一艘18世紀時的英國探險船——伴隨著名的詹姆斯·庫克船長遠征南太平洋的發現號（HMS Discovery）。在庫克船長的探險中，完成了包括發現夏威夷群島、紐西蘭乃至於確認澳洲大陸存在等的功績，而同行中的另外一艘探險船奮進號（HMBarque Endeavour）也成為NASA另一架太空梭奮進號的命名由來。除此之外，庫克船長也曾搭乘發現號探索南阿拉斯加與西北加拿大之間的海岸線，雖然當時正值美國獨立戰爭期間，英國與美國是交戰國，但由於發現號在從事的是非常重要的科學任務，班傑明·富蘭克林甚至特別下達美軍不准對該船發動攻擊的指令。
其它使用發現號之名的著名船隻，還有亨利·哈德遜（Henry Hudson，今加拿大哈德遜灣的命名由來）在1610年到1611年間，在尋找「西北水道」（Northwest Passage，也就是理論中在北美洲北方一條能連接大西洋與太平洋之間的水道，但事後證實它並不存在）時所搭乘的探險船。英國皇家地理學會（British Royal Geographical Society）曾擁有一艘同樣叫做發現號的船隻，是一艘以捕鯨船的基本結構為基礎，改裝後用在1875年北極極點探索時的探險船。該協會後來（1901年）又造了另外一艘發現號，在1904年時進行了南極大陸的探索活動。總之，「發現號」這名字在人類的地理探索史上擁有極重要的地位，這點也被繼續在太空探索的活動中延續了下去。

## 建造

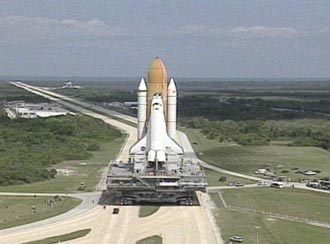
發現號太空梭前往發射台途中的照片（2004年）

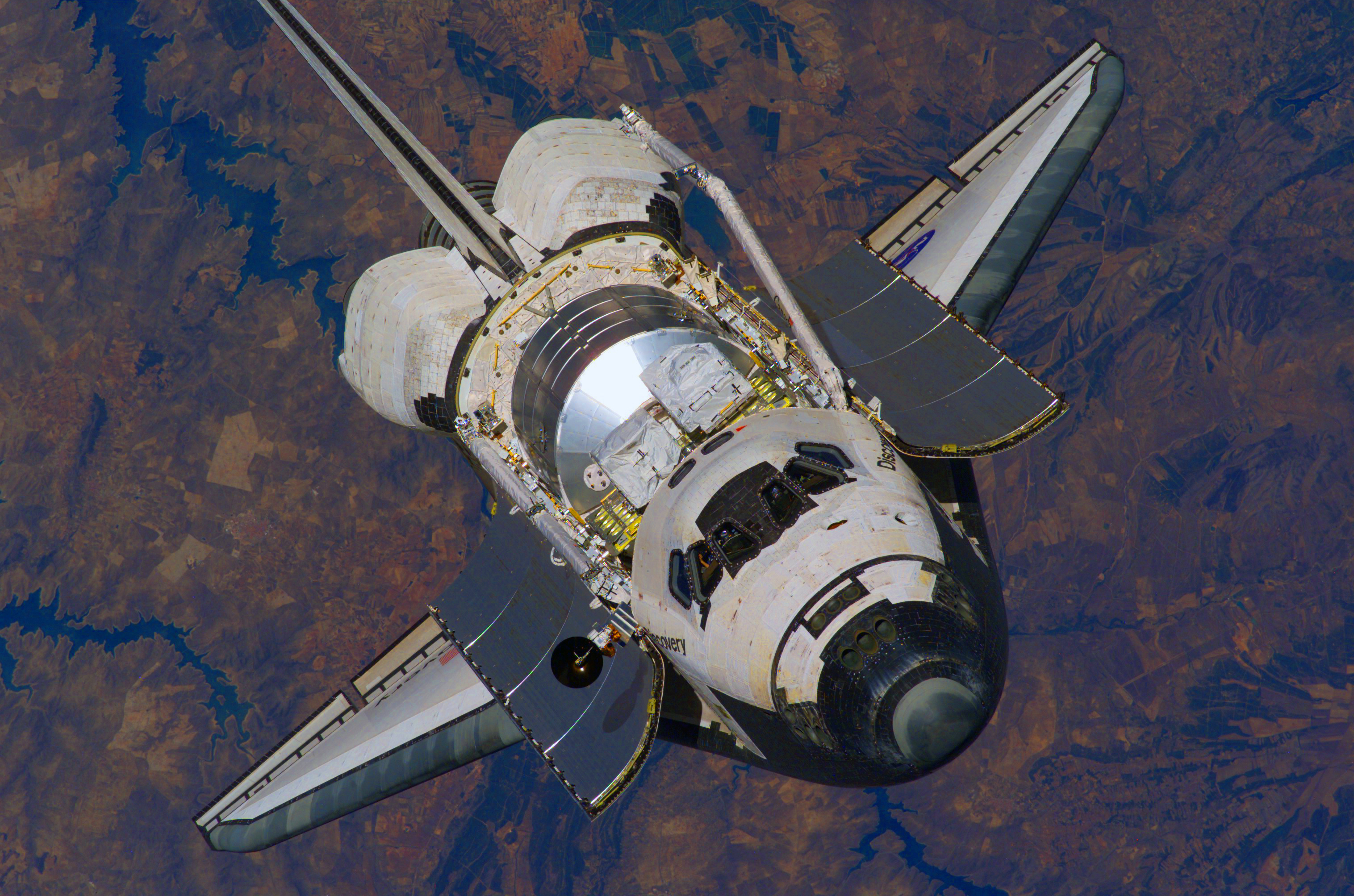
在ST-121任務中，正飛近國際太空站準備進行連結的發現號。貨艙中可以見到該任務中發現號負責酬載的里奧納多多功能後勤艙。

發現號的建造與在它之前的MPTA-098、STA-099（後來的挑戰者號）、OV-101（後來放棄改裝的企業號）與OV-102（哥倫比亞號）不一樣，它屬於NASA建造的太空梭之中第二期的產品。因此，發現號在設計組裝的過程中擷取了許多來自企業號、哥倫比亞號與挑戰者號的實際測試與飛行數據加上經驗，設計上較為成熟。出廠時其重量較哥倫比亞號輕盈了6,870磅（約3,120公斤），空重151,419磅（68,744公斤），裝上三具主引擎後總重171,000磅（77,634公斤）。與挑戰者號一樣，發現號的酬載艙曾經過局部的修改，以便能載運與發射使用低溫推進燃料的半人马座上面級火箭，但此計劃因為風險過高而被中止，實際上發現號從未實際施放發射過該型火箭。
以下為發現號太空梭的簡單建造歷程：
- 1979年1月29日 - 建造合約簽署
- 1979年8月27日 - 開始建造客艙模組
- 1980年6月20日 - 開始建造機身下部
- 1980年11月10日 - 開始後段機身的結構組裝
- 1980年12月8日 - 開始後段機身的初步系統裝配
- 1981年3月2日 - 開始酬載艙艙門的製造與組裝
- 1981年10月19日 - 開始機身副翼的細部製造與組裝
- 1981年10月26日 - 開始在加州多尼（Downey, CA）進行客艙的初步系統裝配
- 1982年1月4日 - 開始機身前段上半部的初步系統裝配
- 1982年3月16日 - 中段機身在加州棕櫚谷（Palmdale, CA）就位
- 1982年8月30日 - 升降副翼（Elevons）在棕櫚谷就位
- 1982年4月30日 - 機翼自格魯曼（Grumman）公司送抵棕櫚谷
- 1982年4月30日 - 前段機身下半部在棕櫚谷就位
- 1982年7月16日 - 前段機身上半部在棕櫚谷就位
- 1982年8月5日 - 垂直尾翼在棕櫚谷就位
- 1982年9月3日 - 開始最後組裝
- 1982年10月15日 - 機身副翼在棕櫚谷就位
- 1983年1月11日 - 後段機身在棕櫚谷就位
- 1983年2月25日 - 完成最後組裝
- 1983年2月28日 - 開始初步次系統測試與啟動動力
- 1983年5月13日 - 完成初步次系統測試
- 1983年7月26日 - 完成次系統測試
- 1983年8月12日 - 完成最後簽收
- 1983年10月16日 - 自棕櫚谷完工出廠
- 1983年11月5日 - 以陸上運輸的方式由棕櫚谷送抵爱德华兹空军基地（Edwards, CA）
- 1983年11月9日 - 空運至甘迺迪太空中心
- 1984年6月2日 - 飛行準備點火測試
- 1984年8月30日 - 首度飛行（STS-41-D任務）

## 歷次任務
重要的飛行任務：
- 1984年8月30日任務STS-41-D：首次飛行。
- 1988年9月29日任務STS-26：挑戰者號發生意外後首次恢復的太空梭飛行任務。
- 2005年7月26日任務STS-114：哥倫比亞號解體意外後首次太空梭返回太空任務。

| 日期           | 任務代號 | 附註                                                                                     |
| -------------- | -------- | ---------------------------------------------------------------------------------------- |
| 1984年8月30日  | STS-41-D | 發射兩顆通訊衛星                                                                         |
| 1984年11月8日  | STS-51-A | 發射兩顆通訊衛星并救援兩顆通訊衛星，包括后更名为亚洲1号通信卫星                          |
| 1985年1月24日  | STS-51-C | 發射一顆隸屬美國國防部的電子情報（ELINT）衛星                                            |
| 1985年4月12日  | STS-51-D | 發射兩顆通訊衛星                                                                         |
| 1985年6月17日  | STS-51-G | 發射兩顆通訊衛星                                                                         |
| 1985年8月27日  | STS-51-I | 發射三顆通訊衛星                                                                         |
| 1988年9月29日  | STS-26   | 挑戰者號發生意外後首次恢復的太空梭飛行任務，發射一顆TDRS（追蹤與資料中繼衛星）           |
| 1989年3月13日  | STS-29   | 發射一顆TDRS                                                                             |
| 1989年11月22日 | STS-33   | 發射一顆ELINT衛星                                                                        |
| 1990年4月24日  | STS-31   | 發射哈伯太空望遠鏡（HST）                                                                |
| 1990年10月6日  | STS-41   | 發射尤里西斯太陽探測器（Ulysses Probe）                                                  |
| 1991年4月28日  | STS-39   | 發射美國國防部空軍675號（Air Force Program-675，AFP675）衛星                             |
| 1991年9月12日  | STS-48   | 酬載上大氣層研究衛星（UARS）                                                             |
| 1992年1月22日  | STS-42   | 酬載國際微重力實驗室一號（IML-1）                                                        |
| 1992年12月2日  | STS-53   | 酬載美國國防部所委託的設施                                                               |
| 1993年4月8日   | STS-56   | 酬載大氣實驗室二號（ATLAS-2）                                                            |
| 1993年9月12日  | STS-51   | 發設先進通訊技術衛星（ACTS）                                                             |
| 1994年2月3日   | STS-60   | 酬載真空尾跡屏罩設備（Wake Shield Facility，WSF）                                        |
| 1994年9月9日   | STS-64   | 進行Lidar內太空技術實驗（LITE）                                                          |
| 1995年2月3日   | STS-63   | 與和平號太空站會合                                                                       |
| 1995年7月13日  | STS-70   | 發射第七顆TDRS衛星                                                                       |
| 1997年2月11日  | STS-82   | 維修哈伯太空望遠鏡                                                                       |
| 1997年8月7日   | STS-85   | 載運與裝設低溫紅外線頻譜儀與望遠鏡（Cryogenic Infrared Spectrometers and Telescopes）    |
| 1998年6月2日   | STS-91   | 最後一次進行太空梭與和平號太空站間的泊靠任務                                             |
| 1998年10月29日 | STS-95   | 約翰·葛倫（John Glenn）的第二次太空飛行，使他成為世界上年紀最大的太空人                  |
| 1999年5月27日  | STS-96   | 國際太空站補給任務                                                                       |
| 1999年12月19日 | STS-103  | 維修哈伯太空望遠鏡                                                                       |
| 2000年10月11日 | STS-92   | 國際太空站組裝任務                                                                       |
| 2001年3月8日   | STS-102  | 國際太空站的人員輪調任務                                                                 |
| 2001年8月10日  | STS-105  | 國際太空站人員與補給運送任務                                                             |
| 2005年7月26日  | STS-114  | 哥倫比亞號解體意外後首次太空梭返回太空任務，國際太空站人員與補給運送任務，新安全裝置測試 |
| 2006年7月4日   | STS-121  | 國際太空站人員與補給運送任務                                                             |
| 2006年12月9日  | STS-116  | 國際太空站組裝與人員輪調任務                                                             |
| 2007年10月23日 | STS-120  | 國際太空站組裝與人員輪調任務，安裝和谐号节点舱                                           |
| 2008年5月31日  | STS-124  | 運送希望號日本實驗艙的加壓艙段飛往國際空間站                                             |
| 2009年3月15日  | STS-119  | 運送太陽能電池板等組件前往國際空間站                                                     |
| 2009年8月28日  | STS-128  | 國際太空站人員與補給運送任務                                                             |
| 2010年4月5日   | STS-131  | 國際太空站補給任務                                                                       |
| 2011年2月24日  | STS-133  | 國際太空站補給任務，这也是发现号的最后一次发射                                           |

由太空梭運輸機（SCA）背負的發現號太空梭于美國東部时间2012年4月17日清晨從佛羅里達州肯尼迪航天中心啟程，完成其最後1千公里航程，並在飛越盤旋華盛頓特區上空之後，於杜勒斯國際機場降落，並轉送美國航空航天博物館永久安放。至於另外兩個會收藏展示退役太空梭的城市（企業號將轉存至紐約市，而奮進號則將存放於洛杉磯）也將會有類似的展示慶祝活動。

### 歷次任務的標誌

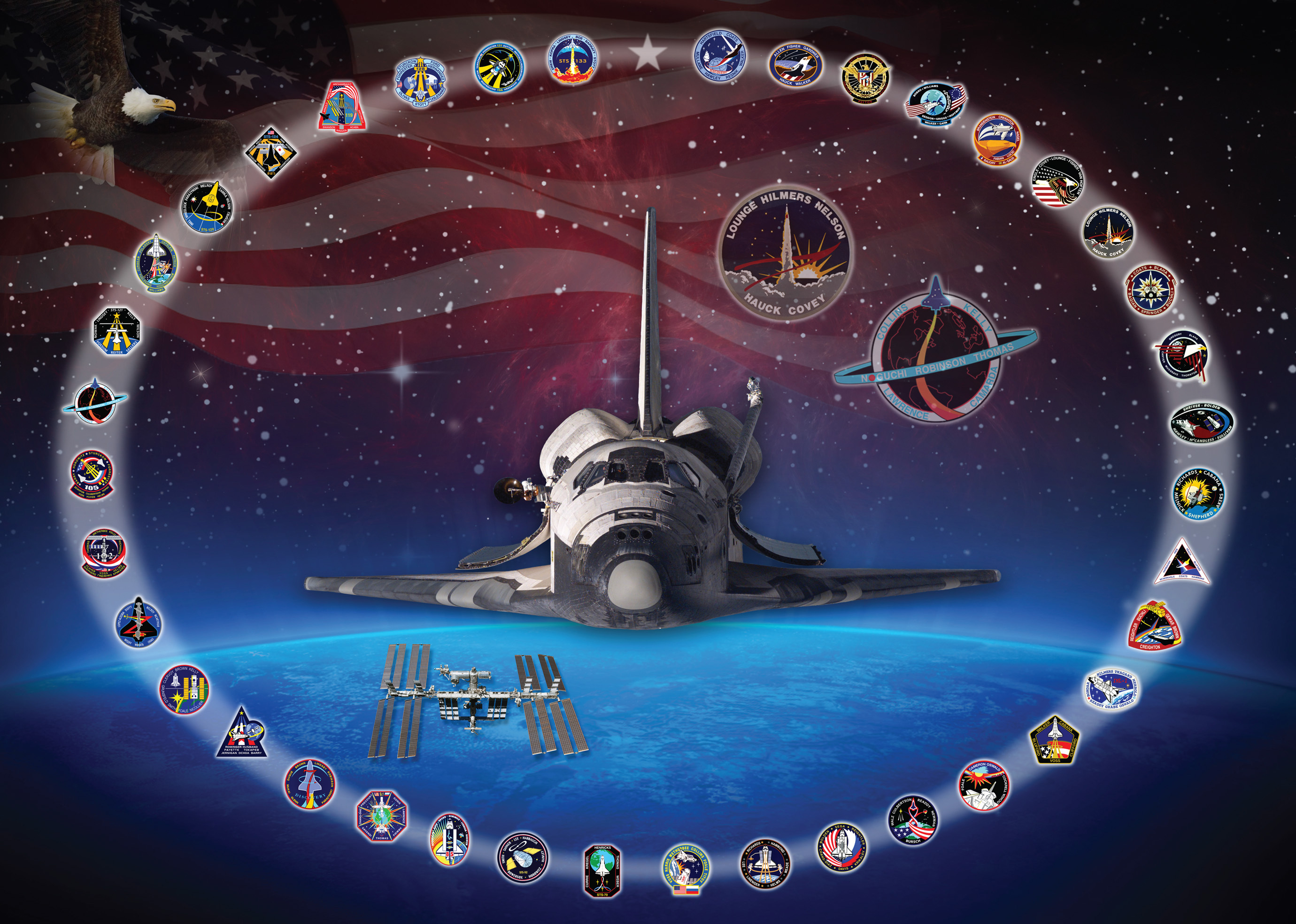
發現號的歷次貢獻

| 發現號的飛行任務徽章 | 發現號的飛行任務徽章 | 發現號的飛行任務徽章 | 發現號的飛行任務徽章 | 發現號的飛行任務徽章 | 發現號的飛行任務徽章 | 發現號的飛行任務徽章 | 發現號的飛行任務徽章 |
| -------------------- | -------------------- | -------------------- | -------------------- | -------------------- | -------------------- | -------------------- | -------------------- |
|                      |                      |                      |                      |                      |                      |                      |                      |
| STS-41-D             | STS-51-A             | STS-51-C             | STS-51-D             | STS-51-G             | STS-51-I             | STS 26               | STS 29               |
|                      |                      |                      |                      |                      |                      |                      |                      |
| STS-33               | STS-31               | STS-41               | STS-39               | STS-48               | STS-42               | STS-53               | STS-56               |
|                      |                      |                      |                      |                      |                      |                      |                      |
| STS-51               | STS-60               | STS-64               | STS-63               | STS-70               | STS-82               | STS-85               | STS-91               |
|                      |                      |                      |                      |                      |                      |                      |                      |
| STS-95               | STS-96               | STS-103              | STS-92               | STS-102              | STS-105              | STS-114              | STS-121              |
|                      |                      |                      |                      |                      |                      |                      |                      |
| STS-116              | STS-120              | STS-124              | STS-119              | STS-128              | STS-131              | STS-133              |                      |

## 圖庫
| |                                                                        |                                   |                                                                          | |
| 發現號太空梭第一個任務STS-41-D的發射。                                                                    | STS-121任務在2006年7月4日發射 - 第一個也是唯一的太空梭在獨立日的發射。 | 於2009年3月11日的晚上STS-119      | 發現號太空梭坐在改裝的波音747上著陸.                                     | 發現號太空梭首次飛行STS-41-D任務之後降落。 |
| |                                                                        |                                   |                                                                          | |
| Discovery performing the Rendezvous pitch maneuver prior to docking with the International Space Station. | 發現號太空梭著陸後不久。                                               | 改裝的波音747運載的發現號太空梭。 | STS-124 comes to a close as Discovery lands at the Kennedy Space Center. | Discovery's final touchdown on Kennedy Space Center's runway, concluding the STS-133 mission and Discovery's career as an operating Orbiter Shuttle. |

## 外部連結
- 美國國家航空暨太空總署官方網站（英文） （页面存档备份，存于）
- 甘迺迪太空中心官方網站（英文） （页面存档备份，存于）